# Johann Bartsch (Botaniker)
Johann Bartsch (* 1709 in Königsberg, Königreich Preußen; † 1738 in Suriname, Niederländisch-Guayana) war ein deutscher Arzt und Botaniker. Sein offizielles botanisches Autorenkürzel lautet „Bartsch“.

## Leben
Johann Bartsch studierte an der Universität Leiden Medizin. Er lernte dort Carl von Linné kennen und unterstützte ihn bei der Bearbeitung von dessen Werk Flora Lapponica. Als Linné im Sommer 1737 von Hermann Boerhaave der Posten eines Arztes der Niederländischen Westindien-Kompanie (WIC) in Niederländisch-Guayana angeboten wurde, lehnte Linné ab und empfahl Boerhaave stattdessen Johann Bartsch. 
Bartsch starb 1738 sechs Monate nach seiner Ankunft in Niederländisch-Guayana, dem heutigen Suriname.

## Ehrentaxon
Carl von Linné benannte ihm zu Ehren die Gattung Bartsia aus der Pflanzenfamilie der Sommerwurzgewächse (Orobanchaceae).

## Werke
- Dissertatio medica inauguralis, sistens calorem corporis humani effectum hygraulicum. Conrad Wishoff: Leiden 1737. (Dissertation)